# Радіотехнологія
Радіотехноло́гія — сукупність способів формування, передавання, приймання (обробки) радіосигналів, які складають єдиний технологічний процес передавання та приймання радіосигналів і застосування якої передбачає використання радіочастотного ресурсу.
План розподілу і користування радіочастотним спектром в Україні визначає такі радіотехнології:
1. Аналоговий короткохвильовий радіозв'язок
2. Аналоговий короткохвильовий персональний радіозв'язок
3. Аналоговий ультракороткохвильовий радіотелефонний зв'язок
4. Цифровий ультракороткохвильовий радіозв'язок
5. Радіозв'язок передавання даних
6. Радіотелеметрія охоронних і пожежних систем
7. Радіотелеметрія та радіодистанційне керування
8. Аналогові безпроводові телефони
9. Аналоговий транкінговий радіозв'язок
10. Цифровий транкінговий радіозв'язок
11. Безпосередній ультракороткохвильовий радіозв'язок
12. Пейджинговий радіозв'язок
13. Радіозв'язок берегових та суднових станцій
14. Радіоподовжувачі абонентських телефонних ліній
15. Пристрої радіочастотної ідентифікації
16. Цифровий стільниковий радіозв'язок CDMA-800
17. Цифровий стільниковий радіозв'язок E-GSM
18. Цифровий стільниковий радіозв'язок GSM-R
19. Цифровий стільниковий радіозв'язок GSM-900
20. Цифровий стільниковий радіозв'язок GSM-1800
21. Цифровий стільниковий радіозв'язок IMT-2000 (UMTS)
22. Міжнародний мобільний зв'язок IMT
23. Міжнародний мобільний зв'язок IMT-2020
24. Цифрова безпроводова телефонія
25. Широкосмуговий радіодоступ
26. Надширокосмуговий радіодоступ
27. Мультисервісний радіодоступ
28. Мультимедійний радіодоступ
29. Радіорелейний зв'язок
30. Радіолокаційний пошук та супровід
31. Радіолокація земної поверхні
32. Метеорологічна радіолокація
33. Радіовипромінювання станцій радіомаяків
34. Супутниковий радіозв'язок
35. Супутниковий радіозв'язок з використанням земних станцій на мобільних платформах
36. Супутниковий радіозв'язок із використанням супутникової системи на низькій орбіті Землі
37. Рухомий супутниковий радіозв'язок
38. Супутникова радіонавігація
39. Телеметрія та телеуправління супутникових мереж
40. Супутникове радіомовлення
41. Багатоканальне наземне телерадіомовлення
42. Аналогове звукове мовлення
43. Цифрове наземне звукове мовлення стандарту T-DAB
44. Цифрове наземне звукове мовлення стандарту DRM
45. Аналогове телевізійне мовлення
46. Цифрове наземне телевізійне мовлення стандарту DVB-T
47. Передавання телевізійних репортажів з місця подій
48. Безпроводові аудіозастосування
49. Радіомікрофони
50. Телеметрія та радіодистанційне керування
51. Радіовизначення місцезнаходження об'єктів
52. Радіокерування моделями
53. Індуктивні радіозастосування
54. Радіопереговорні пристрої
55. Спеціалізовані пристрої технологічних користувачів
56. Спеціалізовані пристрої телеметрії транспортних засобів
57. Медичні радіоімпланти
58. Пристрої збору медичних даних
59. Промислові, наукові, медичні та побутові випромінювальні пристрої
60. Радіолокаційні вимірювання
61. Радіолокаційне зондування ґрунту
62. Аматорський радіозв'язок
63. Аматорський супутниковий радіозв'язок
64. Безпроводове забезпечення заходів загальнодержавного або міжнародного рівня

Радіотехнології, які застосовуються спеціальними користувачами
1. Середньохвильовий радіозв'язок
2. Короткохвильовий радіозв'язок
3. Ультракороткохвильовий радіозв'язок
4. Транкінговий радіозв'язок
5. Радіолокація
6. Метеорологічна радіолокація
7. Радіонавігація
8. Повітряна радіонавігація
9. Радіозв'язок у системі передавання даних
10. Радіорелейний зв'язок
11. Фіксований радіозв'язок
12. Тропосферний зв'язок
13. Супутниковий радіозв'язок
14. Супутниковий радіозв'язок з використанням земних станцій на мобільних платформах (ESOMPs)
15. Спеціальна радіотехнологія
16. Аналогове звукове мовлення
17. Аналогове телевізійне мовлення
18. Повітряна радіотелеметрія та радіодистанційне керування
19. Радіотелеметрія та радіодистанційне керування